# Zwei Einsamkeiten
Zwei Einsamkeiten (russisch Один и одна / Odin i odna) ist ein Roman des russischen Schriftstellers Wladimir Makanin, der im Novemberheft 1987 der Moskauer Literaturzeitschrift Oktober (russ. Октябрь) erschien. Die Übertragung ins Deutsche von Ingeborg Kolinko brachte der Neue Malik Verlag 1995 in Kiel heraus.
Die zwei vereinsamten Moskauer Protagonisten, ein Mann und eine Frau, können einander nicht „erkennen“. So leben sie – trotz des gemeinsamen Interessengebietes Lyrik – weiter nebeneinander; jeder für sich allein. Gleichwohl kommt Freude bei jeder noch so unerheblichen Kommunikation auf.

## Übersicht
Thematisiert wird der Generationenkonflikt. Handlungsschauplatz ist zumeist Moskau. Twardowski ist nicht mehr und die Chruschtschow-Ära ist vorbei. Also spielt der Roman in den 1970er Jahren. Der Schriftsteller Igor Petrowitsch erzählt die Geschichte zweier zurückgezogen lebender Büroarbeiter, die von der nachwachsenden Generation zum alten Eisen geworfen werden. Gennadi Pawlowitsch Golostschokow, eine Persönlichkeit mit der „Fähigkeit zum tiefgründigen Denken“, wird vom Abteilungsleiter zum Gruppenleiter degradiert; verliert seinen Posten an den jüngeren, aufstrebenden Ptyschkow. Als er einen alten Kommilitonen bei sich in der Gruppe unterbringen will, wird er gemaßregelt. Nach Feierabend läuft er in ein Auto und stirbt an den Folgen des Verkehrsunfalls. Die alleinstehende unbescholtene Nina – eigentlich Ninel Nikolajewna – verliert ihre Stelle an die junge Geliebte ihres Vorgesetzten. Als sich die „geradlinige, aufrichtige Frau“, in einem Städtchen hinter der Wolga aufgewachsen, gegen den unverzeihlichen Willkürakt wehrt, gilt die Kämpfernatur unter Kollegen als Denunziantin und dreht daheim – „angeekelt von der eigenen Person“ – den Gashahn auf. Allerdings mischt sich in den letzteren Fall der Ich-Erzähler Igor als Lebensretter ein. Natürlich überlässt der Gelegenheitsbesucher Igor die Pflege der Kranken zwei jungen Verwandten aus der Wolgaheimat. Der Neffe plündert die Tante aus. Von der Nichte wird Nina gepflegt.

## Inhalt
Der 50-jährige Gennadi, „ein einsamer Mann, der weder Freundschaft noch Liebe“ kennt, hat von den früh verstorbenen Eltern in Moskau eine kleine, mit Büchern vollgepfropfte Wohnung geerbt. Darin haust der Junggeselle; liegt sonntags mit Schlips und Kragen sowie frischgebügelter Hose auf dem Sofa und liest. Aber es kommt kein Besuch – bis auf den Ich-Erzähler.
Gennadi hatte ein paar Ausbruchsversuche aus der Isolation unternommen; lernte den 35-jährigen leitenden Ingenieur Konstantin Dajew und dessen Freund kennen. Dajew nutzte Gennadi nach Strich und Faden aus; brachte zwei Models mit in jene kleine Wohnung, schlief mit der einen, doch die andere wollte von „Opa“ Gennadi nichts wissen. Dabei war vor etwa dreißig Jahren der Beststudent Gennadi auf der Polytechnischen Hochschule seiner führenden Rolle in ideensprühenden Diskussionsabenden wegen der „Durchpeitscher“ geschimpft worden. Ebenjene „Kaskade glänzender Ideen“, gipfelnd in unklugen Vorschlägen, war es im späteren Berufsleben am Polytechnikum gewesen, die dem Hochgebildeten den Namen „Schwätzer“ eingebracht und schließlich zu Fall gebracht hatte. Während seiner Zeit als Dozent am Polytechnikum hatte es Gennadi an jungen Verehrerinnen nicht gefehlt. Doch mit einer Frau hatte es Gennadi damals nicht lange ausgehalten. So war er endlich alleingeblieben.

So etwas wie ein Träumer ist Gennadi schon. Vor seinem oben erwähnten Verkehrsunfall mit Todesfolge hatte er bereits mehrere derartige Kollisionen – zum Beispiel im Winter, ebenfalls als Fußgänger, mit einer Schneeräummaschine.
Auf einer anderen Moskauer Arbeitsstelle hat es die kämpferische Nina, gleichfalls Absolventin einer technischen Fakultät, auch nicht leicht. Die streng gekleidete Frau – sie ist mit ihren reichlich vierzig Jahren die Älteste im Kollegenkreis – mag keiner. Die hagere, leicht verwelkte Nina kreischt auf, sobald ihr auf dem Flur ein Raucher in die Quere kommt.  Ihre „beißende, aggressive Sprache“ lässt jeden Qualmenden zurückschrecken. An dem Tage aber, als sie der Denunziation bezichtigt wird, raucht sie zum ersten Mal im Leben, und zwar gleich drei Zigaretten hintereinanderweg.
Igor und seine zehn Jahre jüngere Ehefrau Anja verkuppeln die beiden Einzelgänger. Zunächst glückt das Experiment. Gennadi steigt doch tatsächlich mit Nina ins Bett. Aber bald geht das Paar sang- und klanglos auseinander. Nachdem Igor und Anja einen zweiten Versuch der „Zusammenführung“ gestartet haben, machen die zwei Einzelgänger endgültig miteinander Schluss. Wladimir Makanin schreibt: „An diesem Tag sahen Gennadi Pawlowitsch und Ninel Nikolajewna einander zum letzten Mal.“

Gennadi muss Depressionen überwinden. Nina verliebt sich in einen neuen Nachbarn, einen reichlich fünfzigjährigen stattlichen geschiedenen Herrn, der Alimente zahlt. Streng mit sich selbst, verbietet sich Nina die Neigung. Viel wohler fühlt sich die Frau jeden Sommer in dem geliebten Pjatigorsk. Dort, „in dieser völligen Windstille ihres persönlichen Lebens“, auf den Spuren Lermontows unterwegs, mit Blick auf den Maschuk und den Beschtau, entschädigen Spaziergänge für monatelange Unbill im zweitausend Kilometer entfernten Moskau. Wieder daheim in der Hauptstadt, fasst sie während eines der seltenen Besuche Igors  den nächsten Suizidversuch ins Auge. Es bleibt bei der Absicht. Nina klagt, „… es gibt keine Männer mehr!“ Aber als vernünftige Frau wollte und will sie dem etwas jüngeren Besucher nicht den Kopf verdrehen. Obwohl, manchmal hätte sie das gekonnt, behauptet sie.

## Zitate
- Wladimir Makanin schreibt über die doch noch ziemlich junge Nina: „Das Leben ist in die letzte Gerade eingebogen.“[7]
- Nina wehrt sich gegen Missgunst ihrer Feindinnen: „… auch kleine Leute sind Menschen.“[8]

## Form
Der Ich-Erzähler Igor Petrowitsch tritt gegen Ende des ersten der sieben Kapitel in Erscheinung. Als Schriftsteller ist er nirgendwo angestellt und hat keinen direkten Vorgesetzten. Mitunter macht er den Eindruck eines Allwissenden. Igor besucht in Abständen von mehreren Monaten seine beiden Protagonisten abwechselnd. Er, der aus seinen „seelentrösterischen Besuchen“ eine Geschichte machen möchte, schreibt: „Manchmal hoffe ich... daß ich sie eines Tages... gar nicht mehr besuchen muß.“ Die Handlung läuft etwa über ein Jahrzehnt. Igor ist nur wenige Jahre jünger als Nina. Gennadi ist über zehn Jahre älter als Igor. Igor kennt zwar Gennadi als einen der bekannten älteren Absolventen seiner Hochschule, aber es bleibt unklar, wie er Ninas Bekanntschaft gemacht hat. Eigentlich liegt eine psychologische Studie des Alterns vor. Igor bekräftigt, mit Gennadi müsse er wesentlich taktvoller umgehen als mit Nina. Der Ich-Erzähler gibt dazu keine Begründung an. Der Leser wird als Psychologe gefordert.
Abwechselnd werden Episoden aus dem Alltag der beiden Protagonisten auf raffinierte Art vorgetragen. Da wird zum Beispiel der Tod Gennadis lapidar im 4. Kapitel mitgeteilt. Hinterher erzählt Igor munter bis zum Romanschluss Geschichten aus der Vita des Toten weiter – ganz so, als ob er noch lebte. In letzteren Exkursen kommen die Ursachen des genannten Verkehrsunfalls mit Todesfolge genauer zur Sprache. Mit derselben wunderlichen Technik wird der Fall Nina über die Romanbühne gezogen. Nach ihrem missglückten Suizidversuch kommt Seiten später das Warum ans Tageslicht. Vor dem Selbstmordversuch kann sich der Leser noch keinen richtigen Reim auf die Ursache des Vorfalls machen.
Seltsam ist der ansonsten simpel strukturierte Text schon gebaut. Zum Beispiel im sechsten Kapitel macht sich der Erzähler Gedanken, wie der Romanstoff in ein Film-Szenarium zu verpacken sei. Dieses Pamphlet im sechsten Kapitel ist streckenweise im Wenn-und-Aber-Tonfall verfasst und gibt daneben ein paar neue Details zum Leben der beiden Protagonisten preis.

## Deutschsprachige Ausgaben
- Wladimir Makanin: Zwei Einsamkeiten. Roman. Aus dem Russischen von Ingeborg Kolinko. Neuer Malik-Verlag, Kiel 1995. ISBN 3-89029-092-2 (verwendete Ausgabe)